# Pallacanestro 3x3 maschile ai XVIII Giochi panamericani
Il torneo maschile di pallacanestro 3x3 ai XVIII Giochi panamericani si è disputato a Lima, in Perù, dal 27 al 29 luglio 2019, e ha visto impegnate i cestisti di 8 nazioni. Come per le donne, la disciplina ha esordito per la prima volta ai Giochi panamericani in questa edizione.

## Ronda preliminar
|   | Squadra         | G | V | P | F   | C   | D   | P  |
| - | --------------- | - | - | - | --- | --- | --- | -- |
| 1 | Porto Rico      | 5 | 5 | 0 | 104 | 70  | 34  | 10 |
| 2 | Brasile         | 5 | 3 | 2 | 101 | 91  | 10  | 8  |
| 3 | Stati Uniti     | 5 | 2 | 3 | 99  | 89  | 10  | 7  |
| 4 | Rep. Dominicana | 5 | 2 | 3 | 81  | 98  | -17 | 7  |
| 5 | Venezuela       | 5 | 2 | 3 | 85  | 104 | -19 | 7  |
| 6 | Argentina       | 5 | 1 | 4 | 86  | 104 | -18 | 6  |

|  | Classificate alle semifinali. |

### Risultati
| Data      | Partita         | Partita | Partita         |
| --------- | --------------- | ------- | --------------- |
| 27 luglio | Stati Uniti     | 21-14   | Venezuela       |
| 27 luglio | Brasile         | 22-13   | Rep. Dominicana |
| 27 luglio | Porto Rico      | 21-12   | Argentina       |
| 27 luglio | Venezuela       | 21-20   | Argentina       |
| 27 luglio | Rep. Dominicana | 12-21   | Porto Rico      |
| 27 luglio | Brasile         | 20-19   | Stati Uniti     |
| 27 luglio | Venezuela       | 22-20   | Brasile         |
| 27 luglio | Porto Rico      | 20-18   | Stati Uniti     |
| 27 luglio | Argentina       | 16-21   | Rep. Dominicana |
| 28 luglio | Venezuela       | 18-22   | Rep. Dominicana |
| 28 luglio | Argentina       | 22-20   | Stati Uniti     |
| 28 luglio | Brasile         | 18-21   | Porto Rico      |
| 28 luglio | Porto Rico      | 21-10   | Venezuela       |
| 28 luglio | Argentina       | 13-18   | Brasile         |
| 28 luglio | Rep. Dominicana | 13-21   | Stati Uniti     |

## Fase  finale
|  | Semifinali      | Semifinali      | Semifinali  |             |            | Finale          | Finale          | Finale          |  |
|  |                 |                 |             |             |            |                 |                 |                 |  |
|  | Porto Rico      | Porto Rico      | 21          |             |            |                 |                 |                 |  |
|  | Porto Rico      | Porto Rico      | 21          |             |            |                 |                 |                 |  |
|  | Rep. Dominicana | Rep. Dominicana | 8           |             |            |                 |                 |                 |  |
|  | Rep. Dominicana | Rep. Dominicana | 8           |             | Porto Rico | Porto Rico      | 19              |                 |  |
|  |                 |                 |             |             | Porto Rico | Porto Rico      | 19              |                 |  |
|  |                 |                 | Stati Uniti | Stati Uniti | 21         |                 |                 |                 |  |
|  | Brasile         | Brasile         | Stati Uniti | Stati Uniti | 21         | 12              |                 |                 |  |
|  | Brasile         | Brasile         |             |             |            | 12              |                 |                 |  |
|  | Stati Uniti     | Stati Uniti     | 21          |             |            | Finale 3º posto | Finale 3º posto | Finale 3º posto |  |
|  | Stati Uniti     | Stati Uniti     | 21          |             |            |                 |                 |                 |  |
|  |                 |                 |             |             |            |                 |                 |                 |  |
|  |                 |                 |             |             |            | Rep. Dominicana | Rep. Dominicana | 19              |  |
|  |                 |                 |             |             |            | Rep. Dominicana | Rep. Dominicana | 19              |  |
|  |                 |                 |             |             |            | Brasile         | Brasile         | 17              |  |

### Semifinali
| Lima 29 luglio 2019 | Porto Rico | 21 – 8 | Rep. Dominicana |  |

| Lima 29 luglio 2019 | Brasile | 12 – 21 | Stati Uniti |  |

### Finale 5º posto
| Lima 29 luglio 2019 | Venezuela | 21 – 16 | Argentina |  |

### Finale 3º posto
| Lima 29 luglio 2019 | Brasile | 17 – 19 | Rep. Dominicana |  |

### Finale 1º posto
| Lima 29 luglio 2019 | Stati Uniti | 21 – 19 | Porto Rico |  |

## Classifica finale
| Pos. | Team            | Formazione                                                            |
| ---- | --------------- | --------------------------------------------------------------------- |
|      | Stati Uniti     | Stati Uniti 3×34 Jones, 5 Octeus, 6 Jeter, 9 Maddox, All. -           |
|      | Porto Rico      | Porto Rico 3×34 Fernández, 7 Erazo, 13 Matías, 14 Clavell, All. -     |
|      | Rep. Dominicana | Rep. Dominicana 3×310 Piantini, 12 Valdez, 15 Nuñez, 23 Beato, All. - |
| 4    | Brasile         | Brasile 3×33 Weihermann, 4 Froehlich, 9 Felipe, 35 Jonatas, All. -    |
| 5    | Venezuela       | Venezuela 3×320 Sifontes, 24 Ascanio, 30 Martínez, 42 Carrera, All. - |
| 6    | Argentina       | Argentina 3×31 Romano, 5 Zurbriggen, 7 Massarelli, 14 Ruesga, All. -  |